# Mokil (Atoll)
Mokil (auch Mwoakilloa, alte Namen sind Wellington- oder Duperreyinseln) ist ein bewohntes Atoll im zentralen Pazifischen Ozean. Geographisch gehört es zum Archipel der Karolinen, politisch zum Bundesstaat Pohnpei der Föderierten Staaten von Mikronesien.
Mokil liegt im Osten des Bundesstaats Pohnpei, 153 km östlich der Insel Pohnpei sowie 113 km nordwestlich von Pingelap. Das nahezu rechteckige Atoll ist 4,5 km lang und 2,8 km breit; die rund 2 km² große Lagune wird dabei von den drei Inseln Urak, Kahlap (Mokil) sowie Manton eingefasst. Nur Kahlap im Nordosten ist bewohnt, mit dem Dorf der Lagune zugewandt. Die Landfläche aller Inseln zusammen beträgt 1,24 km².
Die 133 Bewohner Mokils (Stand 2010) sprechen Mokilesisch, eine dem Pohnpeanischen ähnliche mikronesische Sprache.

## Einzelnachweise

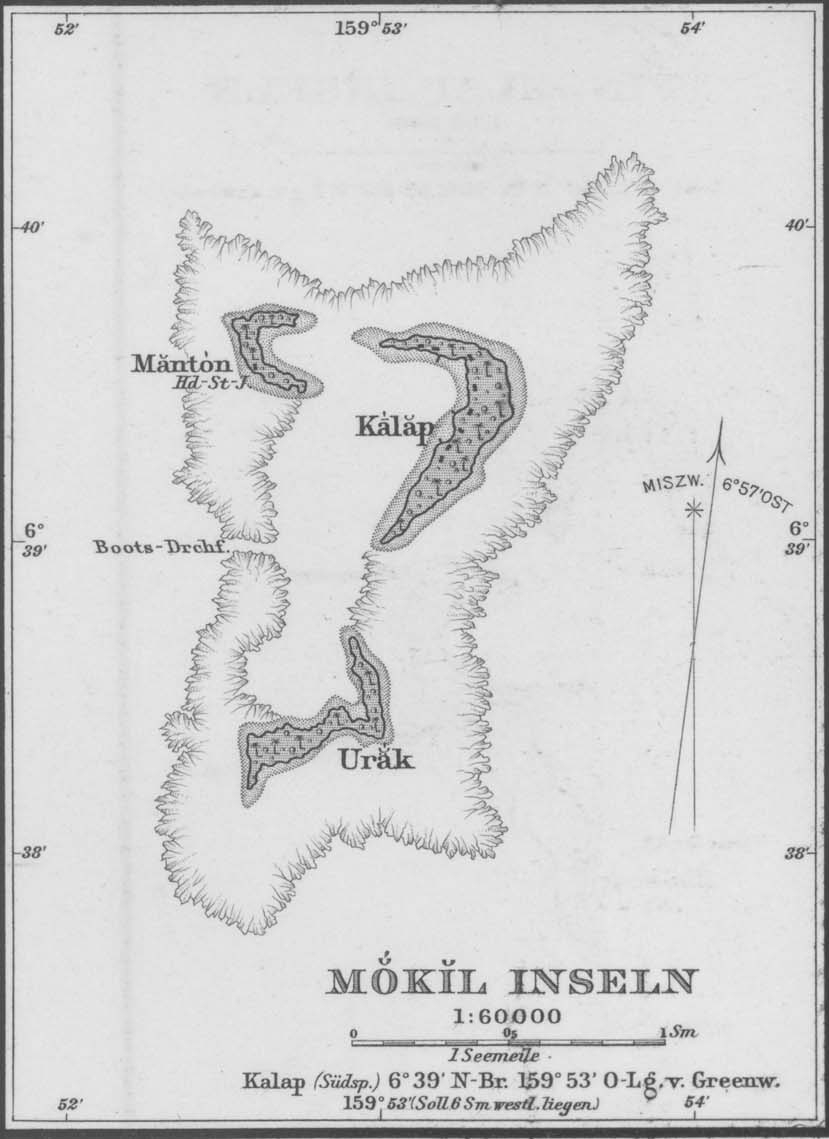
Alte Karte des Atolls Mokil